# Gens Arruncia
La gens Arruncia fue un conjunto de familias plebeyas de la Antigua Roma que compartían el nomen Arruncio. Alcanzó importancia durante el primer siglo a. C.

## Origen
El nomen Arruncio está basado en el praenomen etrusco Arrunte, que debe de haber sido llevado por el antepasado de la gens.

## Miembros
- Arruncio, proscrito por los triunviros y muerto en 43 a. C.[2]
- Arruncio, hijo del Arruncio muerto por los triunviros, huido, pero perecido en el mar.[2]
- Lucio Arruncio, cónsul en 22 a. C., anteriormente proscrito por los triunviros, pero más tarde restaurado al estado.
- Lucio Arruncio, cónsul en 6, alabado por Augusto, pero visto con sospecha por Tiberio.
- Arruncio, un médico en Roma, mencionado por Plinio el Viejo.[3]
- Arruncio Estela, la persona a quien Nerón confió la superintendencia de los juegos que exhibió en 55.[4]
- Arruncio Estela, un poeta y amigo de Estacio.[5][6]
- Arruncio Celso, un comentarista en Terencio, quien probablemente vivió en la segunda mitad del siglo cuarto.[7]